# Chantepie
Pour l’article ayant un titre homophone, voir Chantepy.
Cet article possède un paronyme, voir La Pie qui Chante.
Cet article possède un paronyme, voir Marie-Sophie Leroyer de Chantepie.
Chantepie est une commune française de Rennes Métropole située dans le département d'Ille-et-Vilaine, en région Bretagne.
En 2022, avec 10 378 habitants, elle est la 11e commune la plus peuplée d'Ille-et-Vilaine et la 37e de Bretagne.

## Géographie

### Situation
La commune de Chantepie s'étend sur 1 198 hectares. Les zones urbanisées y représentent environ 290 hectares et les surfaces en cours d'urbanisation ou urbanisables 170. Sa population est de plus de 10 000 habitants depuis 2011. La commune est située au sud-est de Rennes, à 3,5 km du centre de Rennes, en Haute-Bretagne, département d'Ille-et-Vilaine (35).

### Géologie

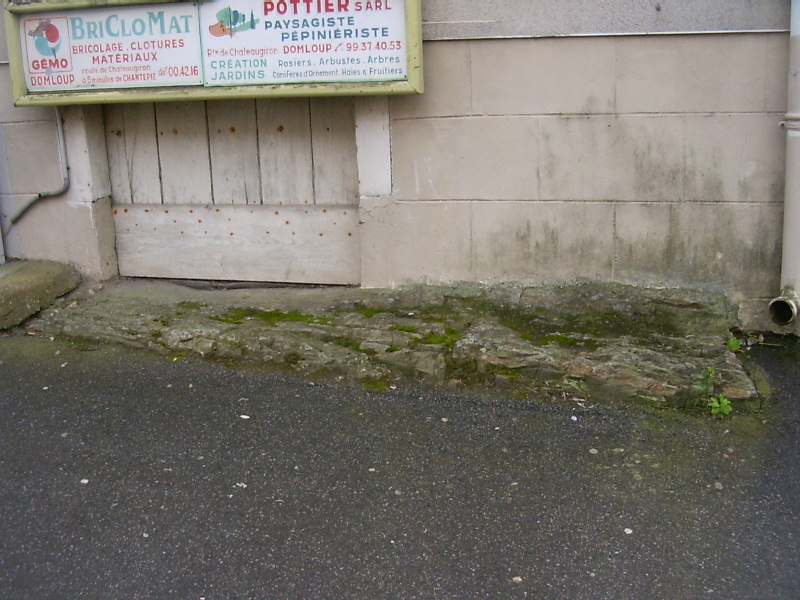
Affleurement de schiste briovérien (avenue André-Bonnin) illustrant le sous-sol de la commune. L'orientation de la schistosité est-ouest est un témoin de la compression nord-sud lors de la formation de la chaîne hercynienne.

Les roches à l'affleurement sont essentiellement du socle érodé, sans dépôts alluvionnaires (sauf aux abords du Blosne) : ce sont des schistes verts briovériens azoïque, altérés sur les premiers mètres, et présentant de nombreuses diaclases plus en profondeur, à cause de la gélifraction würmienne (lors de la dernière glaciation, le gel sévissait jusqu'à 200 m de profondeur). 
Cette altération physique (et chimique superficiellement) permet la présence d'une nappe phréatique et de puits.

### L'habitat traditionnel

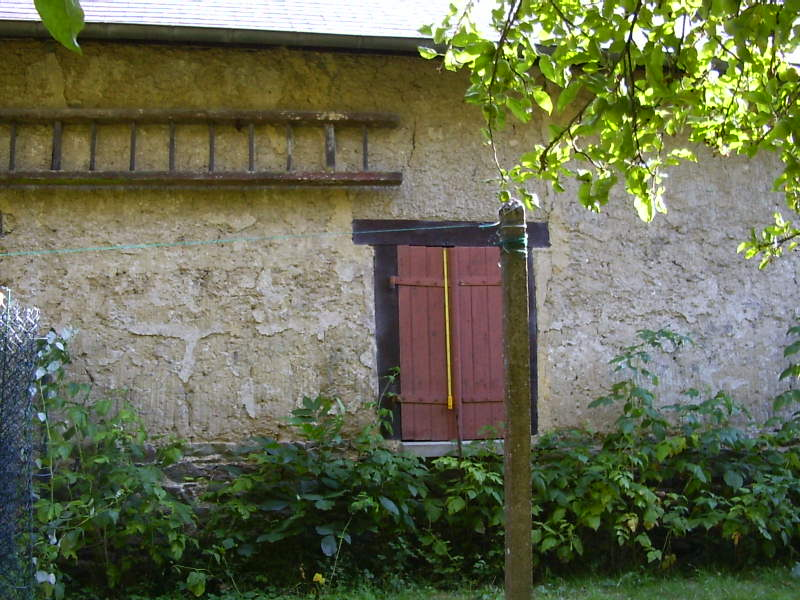
Longère en torchis typique du pays de Rennes. Matériau utilisé sur place, là où peu de pierres sont disponibles. Bien souvent, l'emplacement où l'argile a été prélevée se marque par une mare.

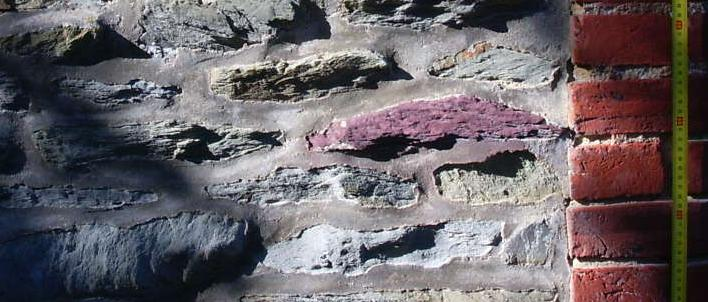
Mur en schistes briovériens caractéristique de l'habitat populaire du bassin rennais. C'est un matériau parfaitement sain, mais à l'allure un peu effritée. La pierre rouge à droite est un échantillon isolé de schiste ordovicien de Montfort, venant de la carrière de Pont-Réan, donc utilisé plutôt au Sud-Ouest de Rennes.

Ces schistes verts, bien qu'altérés, sont suffisamment durs pour empêcher la réalisation de caves. Les maisons n'ont pas de fondations. Pour anecdote, cette commune avait été choisie pour réaliser des abris anti-atomiques expérimentaux, ce qui s'est avéré impossible du fait de cette particularité.[réf. nécessaire]
Il s'agit originellement d'une paroisse rurale, constitué à l'époque moderne (XVIe ?), formant un village-rue autour de la Route principale, d'orientation E-O (Route de Châteaugiron autrefois, puis Rue Nationale, et aujourd'hui Avenue André-Bonnin, du nom d'un maire décédé en 1993) et avec un noyau groupé autour de son église.
Les habitations modestes anciennes reflètent la géologie locale (murs en schistes plus ou moins friables car altérés) ; certaines longères modestes sont aussi constituées de torchis : argile (prélevée sur place) mêlée de graviers et de pailles. En revanche, certains tertres, les manoirs, l'église, sont composés de matériaux considérés comme plus « nobles » : grès armoricains issus des carrières des synclinaux - anticlinaux du Sud de Rennes, schistes rouges de Montfort, granites de Fougères pour les angles des murs. N'étant pas prélevés sur place, ces matériaux étaient plus coûteux.

### Communes limitrophes
| Rennes                     | Cesson-Sévigné  |         |
| Noyal-Châtillon-sur-Seiche | Chantepie       | Domloup |
|                            | Vern-sur-Seiche |         |

### Transports

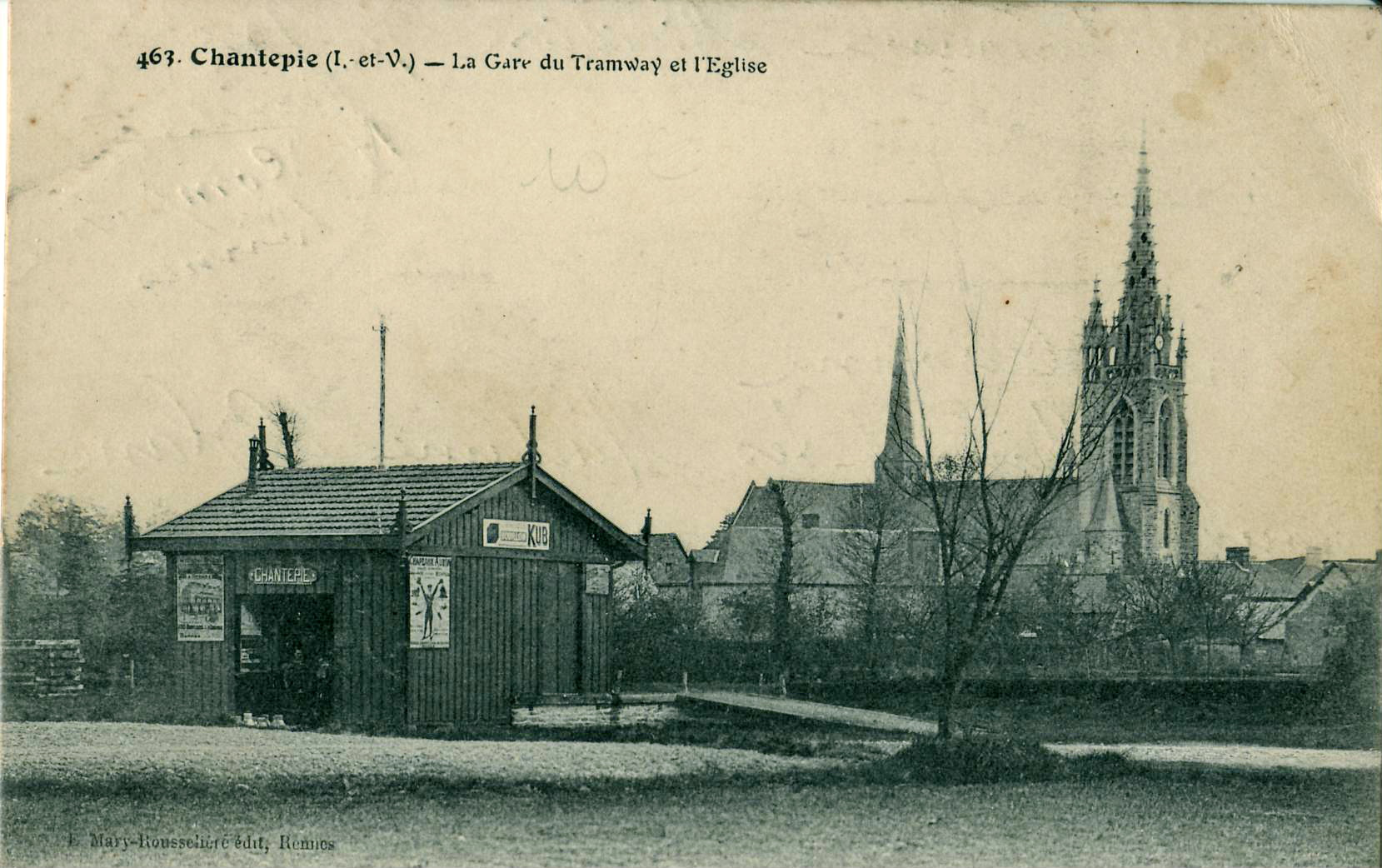
Bien avant les bus actuels, la ville fut desservie par les rames des Tramways d'Ille-et-Vilaine, dont on voit ici la station avant la Première Guerre mondiale.

Chantepie est desservie par les bus du réseau STAR, principalement via les lignes C1, 13 et 34.
La ZI Sud-Est, partiellement sur la commune de Chantepie, est desservie par la ligne 11.
Le hameau de la Martinière est desservi par la ligne 62.
Avec la construction du métro à Rennes (ligne A), Chantepie devait accueillir au moins une station. Cependant les tentatives de la Mairie de l'époque ont échoué faute de pugnacité et de moyens. Une extension de la ligne A est envisagée à Chantepie après la mise en service de la ligne B prévue pour 2020. Trois stations ont été préprogrammées : Val Blanc, Mairie de Chantepie et Rives du Blosne. Cependant compte tenu du coût d'un tel projet et de la taille très relative de Chantepie, le projet semble compromis[réf. nécessaire].

### Hydrographie
Pour un article plus général, voir Réseau hydrographique d'Ille-et-Vilaine.
La commune est située dans le bassin Loire-Bretagne. Elle est drainée par le Blosne,.
Le Blosne, d'une longueur de 19 km, prend sa source dans la commune de Domloup et se jette  dans la Vilaine au niveau du Rheu, après avoir traversé huit communes. 

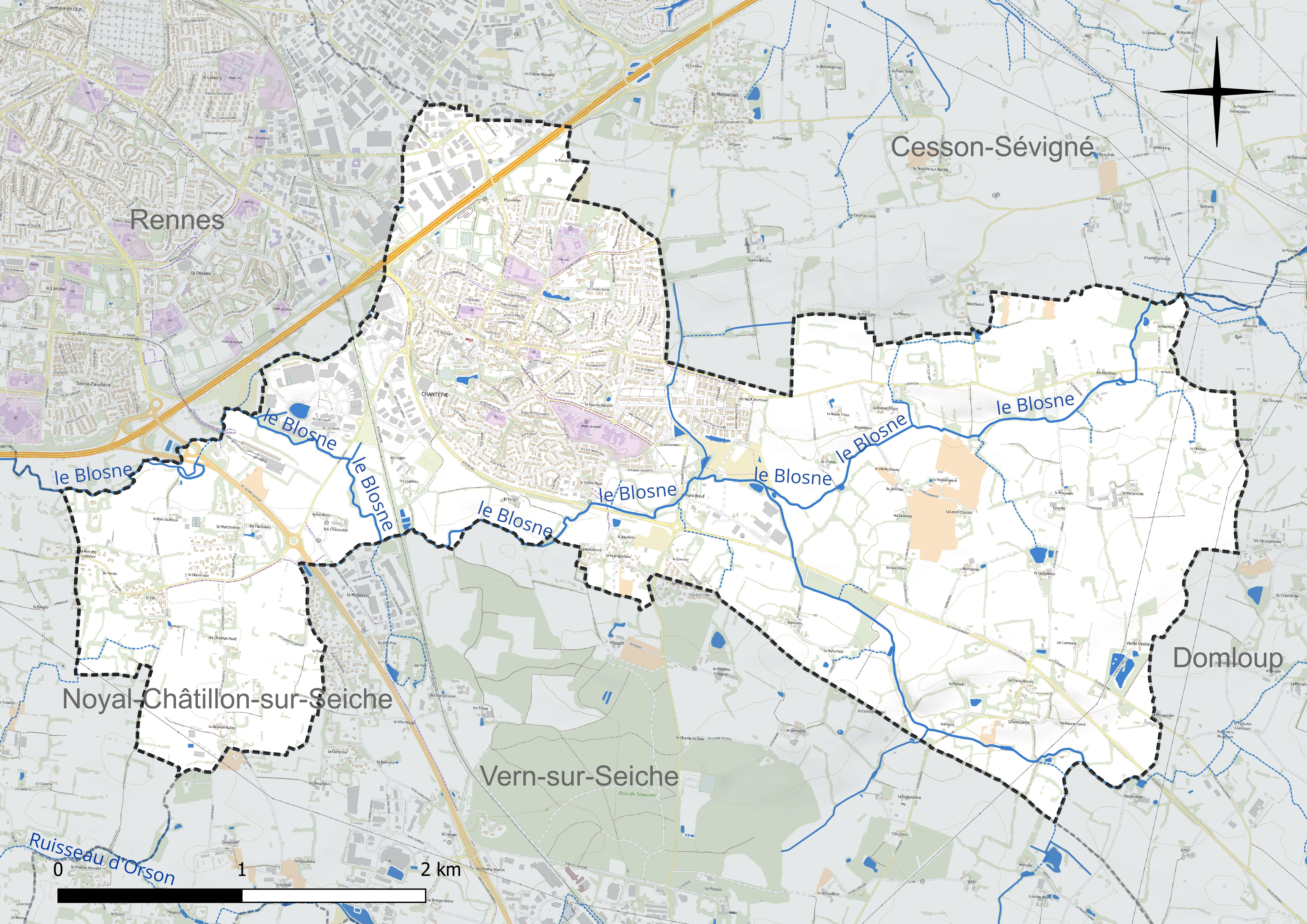
Réseau hydrographique de Chantepie.

### Climat
Pour des articles plus généraux, voir Climat de la Bretagne et Climat d'Ille-et-Vilaine.
En 2010, le climat de la commune est de type climat océanique altéré, selon une étude du CNRS s'appuyant sur une série de données couvrant la période 1971-2000. En 2020, Météo-France publie une typologie des climats de la France métropolitaine dans laquelle la commune est exposée à un climat océanique et est dans la région climatique  Bretagne orientale et méridionale, Pays nantais, Vendée, caractérisée par une faible pluviométrie en été et une bonne insolation. Parallèlement l'observatoire de l'environnement en Bretagne publie en 2020 un zonage climatique de la région Bretagne, s'appuyant sur des données de Météo-France de 2009. La commune est, selon ce zonage, dans la zone « Sud Est », avec des étés relativement chauds et ensoleillés.  
Pour la période 1971-2000, la température annuelle moyenne est de 11,5 °C, avec une amplitude thermique annuelle de 13,2 °C. Le cumul annuel moyen de précipitations est de 767 mm, avec 12,4 jours de précipitations en janvier et 6,6 jours en juillet. Pour la période 1991-2020, la température moyenne annuelle observée sur la station météorologique la plus proche, située sur la commune de Saint-Jacques-de-la-Lande à 8 km à vol d'oiseau, est de 12,4 °C et le cumul annuel moyen de précipitations est de 691,0 mm,. Pour l'avenir, les paramètres climatiques de la commune estimés pour 2050 selon différents scénarios d'émission de gaz à effet de serre sont consultables sur un site dédié publié par Météo-France en novembre 2022.

## Urbanisme

### Typologie
Au 1er janvier 2024, Chantepie est catégorisée grand centre urbain, selon la nouvelle grille communale de densité à sept niveaux définie par l'Insee en 2022.
Elle appartient à l'unité urbaine de Rennes, une agglomération intra-départementale regroupant 16  communes, dont elle est une commune de la banlieue,,. Par ailleurs la commune fait partie de l'aire d'attraction de Rennes, dont elle est une commune du pôle principal,. Cette aire, qui regroupe 183 communes, est catégorisée dans les aires de 700 000 habitants ou plus (hors Paris),.

### Occupation des sols
L'occupation des sols de la commune, telle qu'elle ressort de la base de données européenne d'occupation biophysique des sols Corine Land Cover (CLC), est marquée par l'importance des territoires agricoles (68,3 % en 2018), en diminution par rapport à 1990 (73,3 %). La répartition détaillée en 2018 est la suivante : 
zones agricoles hétérogènes (38,8 %), terres arables (24,4 %), zones urbanisées (21,8 %), zones industrielles ou commerciales et réseaux de communication (9,8 %), prairies (5,2 %). L'évolution de l'occupation des sols de la commune et de ses infrastructures peut être observée sur les différentes représentations cartographiques du territoire : la carte de Cassini (XVIIIe siècle), la carte d'état-major (1820-1866) et les cartes ou photos aériennes de l'IGN pour la période actuelle (1950 à aujourd'hui).

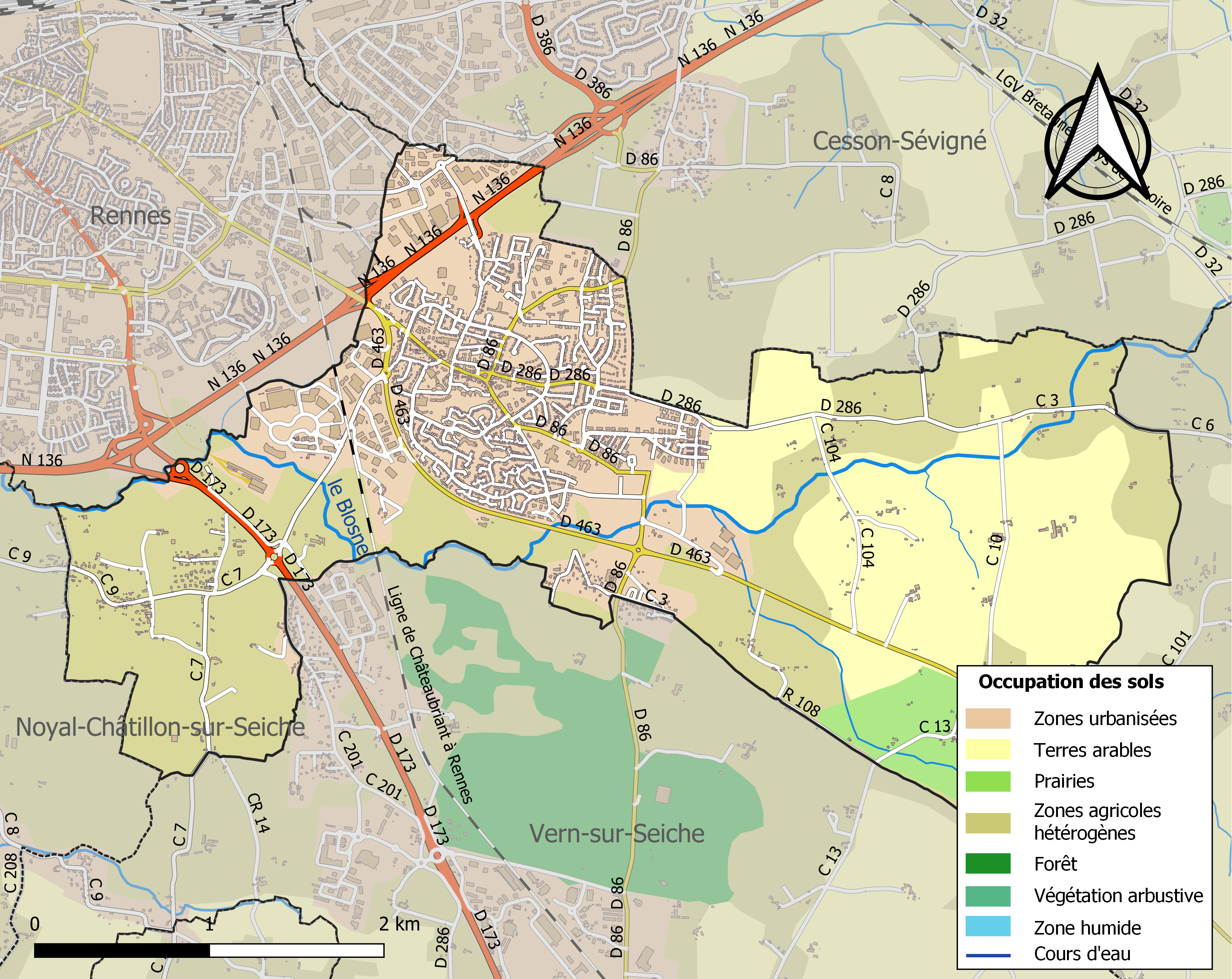
Carte des infrastructures et de l'occupation des sols de la commune en 2018 (CLC).

### Logement
Le tableau ci-dessous présente une comparaison de quelques indicateurs chiffrés du logement pour Chantepie et l'ensemble de l'Ille-et-Vilaine en 2017,.
|                                                                  | Chantepie | Ille-et-Vilaine |
| ---------------------------------------------------------------- | --------- | --------------- |
| Parc immobilier total (en nombre d'habitations)                  | 5 126     | 546 440         |
| Part des résidences principales (en %)                           | 92,9      | 86,2            |
| Part des résidences secondaires et logements occasionnels (en %) | 1,4       | 6,9             |
| Part des logements vacants (en %)                                | 5,7       | 6,9             |
| Part des ménages propriétaires de leur logement (en %)           | 53,6      | 59,8            |

### Morphologie urbaine
Chantepie dispose d'un plan local d'urbanisme intercommunal approuvé par délibération du conseil métropolitain du 19 décembre 2019. Il divise l'espace des 43 communes de Rennes Métropole en zones urbaines, agricoles ou naturelles.

## Toponymie
- Si vous ne connaissez pas le sujet, laissez ce bandeau (vous pouvez alors contacter les auteurs).
- Si vous supprimez le contenu mis en cause (vous pouvez préalablement contacter les auteurs),

argumentez précisément cette suppression dans la page de discussion
(un manque de référence n'est pas un argument ; une recherche réelle de référence doit avoir été effectuée, être formellement documentée).

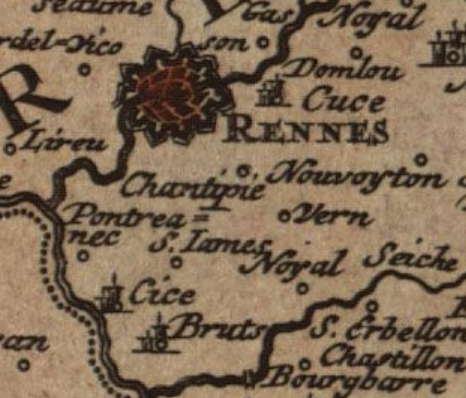
Extrait de la Tabula ducatus britanniae gallis, où l'on peut lire « Chantipie ». Le symbole utilisé signifie pagi (bourgs).

Les formes anciennes sont : Parrochia de Chantepie en 1231[source insuffisante], de Cantu Pice (1330), ecclesia de Cantu picoe en 1516[source insuffisante], Chantipie (XVIIe siècle).
Chantepie appartient aux nombreux toponymes formés en langue d'oïl, du type Cantepie, Chantecoq, Chanteloup, etc. Il signifie « (lieu où) chante la pie »[source insuffisante].
La forme bretonne proposée par l'Office public de la langue bretonne est Kantpig ; Cependant le pays de Rennes se trouve en dehors de l'aire traditionnelle de diffusion de la langue bretonne où était parlé le gallo : Chentt Pi (écriture Moga) ou Chauntepiy[source insuffisante].
Ses habitants sont appelés les Cantepiens et les Cantepiennes.

## Histoire
Il existe peu de sources sur l'histoire de Chantepie. Cette paroisse était au XVIe siècle le siège d'une puissante seigneurie, la seigneurie des Loges. Au XVIIe siècle, elle était à son apogée (elle détenait la Haute-Justice). Cela dit, il est difficile d'avoir des documents sur l'extension de cette seigneurie et sur le territoire qu'elle recouvre. Peut-être l'exploration des archives révélerait-elle des plans terriers.
Des livres sur l'histoire de Chantepie existent bien. Cela dit, ils ne répondent pas à ce type de question. Ce sont plutôt d'excellents recueils sur les lieux-dits avec la liste de leurs propriétaires successifs. Pour le reste, ils retracent plutôt à la vie à Chantepie au cours de grands évènements généraux (Révolution, guerres...) plus que l'histoire propre du lieu.

### Un paysage encore majoritairement rural
On retrouve, sur la partie rurale du territoire communal (70 % de la superficie de la commune, principalement à l'Est), les traits du bocage gallo. C'est un bocage, relativement pauvre en espèces (pauvreté caractéristique biogéographique de la Bretagne orientale), qui a été remembré, et dont les mailles sont très élargies. Les schistes briovériens produisent une argile lourde, avec une bonne capacité d'échange cationique. Il en résulte que les sols sont facilement valorisables par les engrais. Sur la partie rurale du territoire communal, il y avait une quinzaine de fermes ; la périphérie du noyau villageois possédait des jardins clos et des cultures maraîchères. Le développement urbain de la seconde moitié du XXe siècle est à l'origine de la disparition progressive de ce type d'espace.

### Une ville typique de la première couronne rennaise

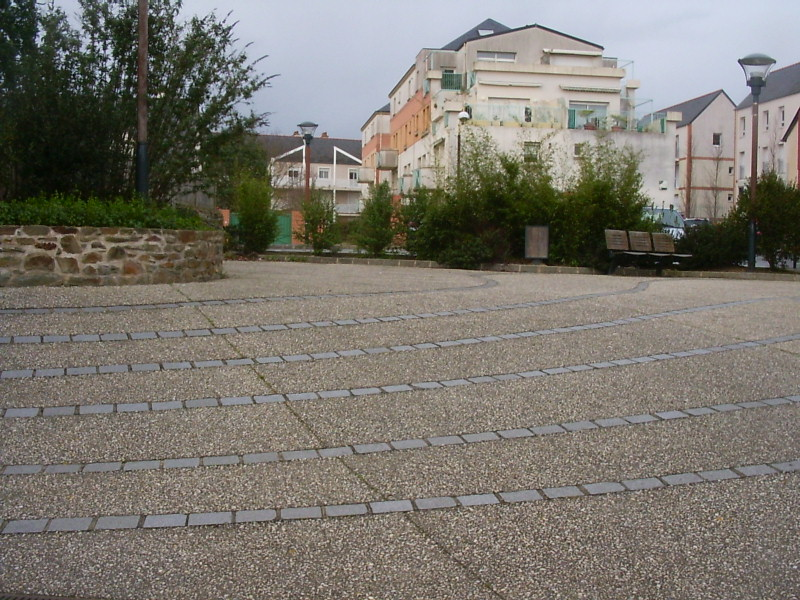
Une place urbaine.

La particularité de la commune est de se retrouver prise dans la couronne périurbaine de Rennes, et de se fondre dans son tissu urbain, malgré la rupture spatiale que constitue la rocade Sud. Le développement actuel de la commune est donc lié à celui de la ville de Rennes. Le débordement du tissu urbain rennais sur Chantepie est accentué par l'intercommunalité : la ville intègre le district de Rennes dès 1971. La commune intègre ensuite la communauté d'agglomération Rennes Métropole, structure qui possède les compétences en matière de foncier et d'aménagement. Les plans locaux d'urbanisme et les plans locaux de l'habitat des communes appartenant à Rennes métropole doivent être en conformité avec le schéma de cohérence territoriale établi à l'échelle de l'agglomération, comme pour toute communauté d'agglomération.
Au-delà du noyau d'origine, les années 1970 et 1980 ont vu une extension de la partie urbaine de la commune, essentiellement sous forme pavillonnaire. Un premier mouvement s'est fait vers le Nord et l'Est, mais il a été arrêté par la présence de la zone industrielle Sud-Est de Rennes et de la limite de la commune voisine de Cesson-Sévigné. Une partie de la Zone industrielle Sud-Est de Rennes appartient à Chantepie (Nord de la commune), où le journal Ouest-France a déménagé en 1972, les locaux du centre-ville de Rennes étant devenus trop étroits. Au Sud-Ouest de Chantepie, on trouve une zone artisanale et commerciale, drainant des flux automobiles en provenance des communes voisines, avec congestion le samedi et les jours de pointe.
Un autre mouvement s'est fait vers le Sud à partir des années 2000, jusqu'au cours du Blosne. Cela se caractérise par une pression foncière importante renforcée par la position de Chantepie dans l'axe du métro de Rennes, dont le prolongement a été reporté au profit de la seconde ligne de métro et d'un renforcement de la ligne de bus (fréquence plus élevée et création d'une ligne en site propre en projet). La ZAC des Rives du Blosne a une superficie de 76 ha, et comporte cinq quartiers, qui composent autant d'îlots séparés par des espaces verts (24 ha de parcs naturels, 16 ha de jardins publics) : la Touche Annette, le Chêne Roux, le Pont Bœuf, les Quatre Vents et les Neuf Journaux. Plus de 1 500 logements ont ainsi été créés ou sont en cours de construction, dans une démarche environnementale (récupération des eaux de pluie, panneaux solaires, présence obligatoire d'un local deux-roues dans chaque immeuble…) et de mixité sociale.
Cette zone d'aménagement concerté est limitée par la présence d'une zone naturelle intéressante (Vallée du Blosne et le Bois de Sœuvres), comprenant des espèces d'oiseaux et de batraciens rares : pouillot siffleur, triton marbré, crêté leur son hybride.
Ces évolutions récentes expliquent la croissance démographique importante de la commune, qui a été l'un des enjeux des dernières élections municipales.

## Politique et administration

### Rattachements administratifs et électoraux

#### Circonscriptions de rattachement
Chantepie appartient à l'arrondissement de Rennes et au canton de Rennes-3 depuis le redécoupage cantonal de 2014. Auparavant, la commune a successivement appartenu aux cantons suivants : Rennes-Sud-Est (1833-1973 et 1982-2015) et Rennes-VII (1973-1982).
Pour l'élection des députés, la commune fait partie depuis 1986 de la première circonscription d'Ille-et-Vilaine, représentée depuis juin 2022 par Frédéric Mathieu (LFI-NUPES). Sous la IIIe République, elle appartenait à la deuxième circonscription de Rennes et de 1958 à 1986 à la 2e circonscription (Rennes-Sud).

#### Intercommunalité
La commune appartient à Rennes Métropole depuis sa création le 9 juillet 1970. Chantepie faisait alors partie des 27 communes fondatrices du District urbain de l'agglomération rennaise qui a pris sa dénomination actuelle le 1er janvier 2000.
Chantepie fait aussi partie du Pays de Rennes.

#### Institutions judiciaires
Sur le plan des institutions judiciaires, la commune relève du tribunal judiciaire (qui a remplacé le tribunal d'instance et le tribunal de grande instance le 1er janvier 2020), du tribunal pour enfants, du conseil de prud'hommes, du tribunal de commerce, de la cour d'appel et du tribunal administratif de Rennes et de la cour administrative d'appel de Nantes.

### Administration municipale
Le nombre d'habitants au dernier recensement étant compris entre 10 000 et 19 999, le nombre de membres du conseil municipal est de 33.

### Jumelages
| Ville | Ville     | Pays | Pays      | Période         |
| ----- | --------- | ---- | --------- | --------------- |
|       | Krško     |      | Slovénie  | depuis mai 1998 |
|       | Obrigheim |      | Allemagne | depuis mai 1998 |
|       | Verrayes  |      | Italie    |                 |

## Démographie
L'évolution du nombre d'habitants est connue à travers les recensements de la population effectués dans la commune depuis 1793. Pour les communes de plus de 10 000 habitants les recensements ont lieu chaque année à la suite d'une enquête par sondage auprès d'un échantillon d'adresses représentant 8 % de leurs logements, contrairement aux autres communes qui ont un recensement réel tous les cinq ans,.
En 2022, la commune comptait 10 378 habitants, en évolution de −0,01 % par rapport à 2016 (Ille-et-Vilaine : +5,46 %, France hors Mayotte : +2,11 %).
| 1793  | 1800 | 1806 | 1821 | 1831 | 1836 | 1841 | 1846 | 1851 |
| ----- | ---- | ---- | ---- | ---- | ---- | ---- | ---- | ---- |
| 1 447 | 803  | 796  | 856  | 746  | 753  | 862  | 900  | 896  |

| 1856 | 1861 | 1866 | 1872 | 1876 | 1881 | 1886 | 1891 | 1896 |
| ---- | ---- | ---- | ---- | ---- | ---- | ---- | ---- | ---- |
| 869  | 918  | 887  | 822  | 862  | 835  | 820  | 783  | 765  |

| 1901 | 1906 | 1911 | 1921 | 1926 | 1931 | 1936 | 1946 | 1954  |
| ---- | ---- | ---- | ---- | ---- | ---- | ---- | ---- | ----- |
| 749  | 709  | 720  | 784  | 777  | 861  | 847  | 939  | 1 018 |

| 1962  | 1968  | 1975  | 1982  | 1990  | 1999  | 2006  | 2011   | 2016   |
| ----- | ----- | ----- | ----- | ----- | ----- | ----- | ------ | ------ |
| 1 310 | 1 594 | 2 651 | 3 677 | 5 898 | 6 793 | 7 852 | 10 034 | 10 379 |

| 2021   | 2022   | - | - | - | - | - | - | - |
| ------ | ------ | - | - | - | - | - | - | - |
| 10 232 | 10 378 | - | - | - | - | - | - | - |

## Économie
- Tann's, l'entreprise spécialisée dans la fabrication de cartables, possède son siège social à Chantepie.

## Culture locale et patrimoine

### Lieux et monuments

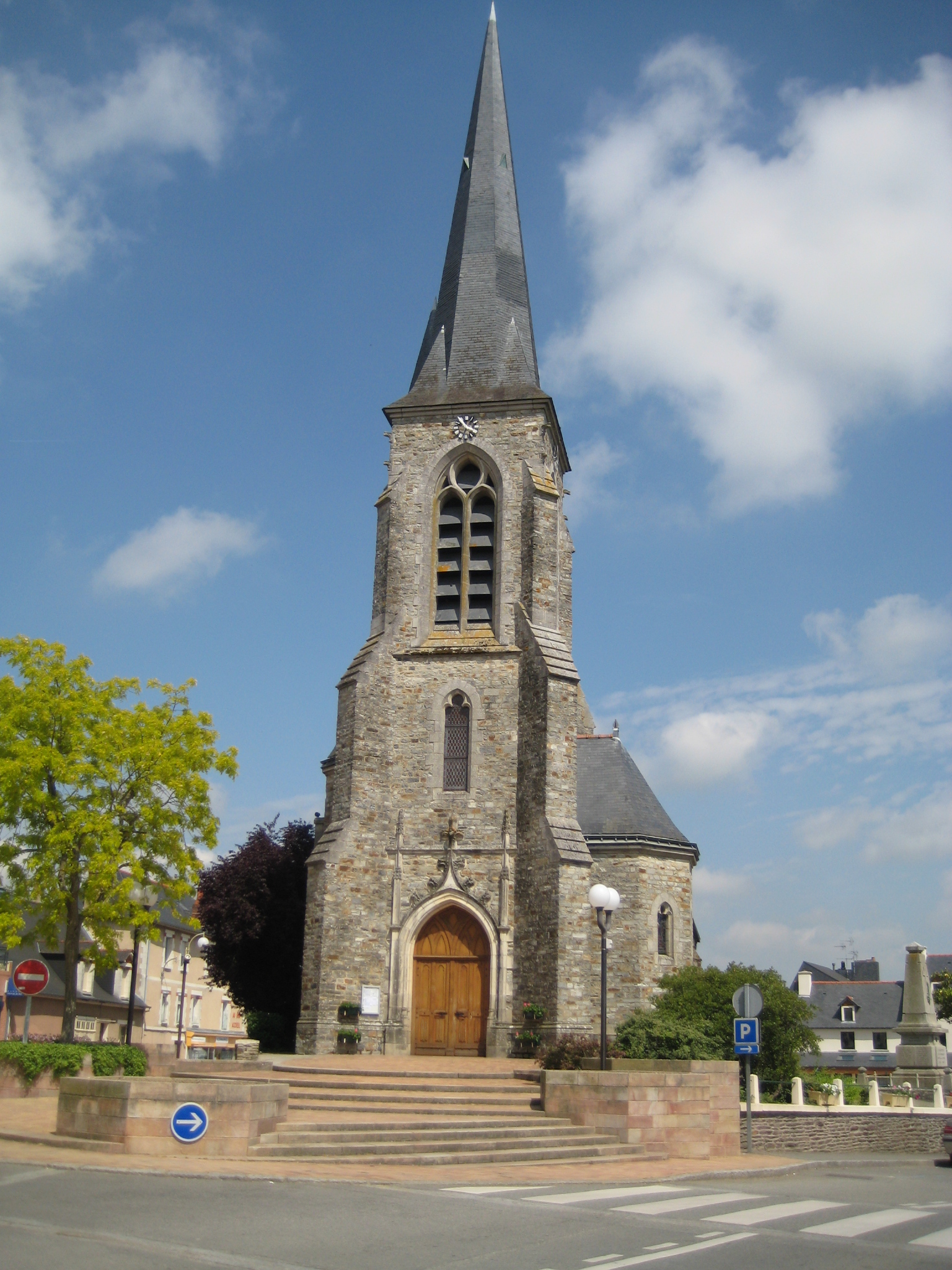
L'église Saint-Martin de Chantepie.

On ne trouve aucun monument historique protégé à Chantepie. Selon la base Mérimée, il y a cependant un bâtiment inventorié : l'église Saint-Martin-de-Tours,. La base Glad du conseil régional possède 150 fiches d'inventaire sur la commune.

### Personnalités liées à la commune
- Charles Foulon (1912-1997), militant socialiste et résistant, est mort dans la commune.

### Héraldique et logotype
| Logotype de la Ville de Chantepie | Logotype de la Ville de Chantepie : signification à compléter |